# Matías Bortolín
Matías Bortolín Vara (Colonia Caroya, 11 aprile 1993) è un cestista argentino con cittadinanza italiana.

## Carriera

### Club
È cresciuto inizialmente in Argentina nelle giovanili dell'Atenas Córdoba, con cui ha debuttato in prima squadra all'età di 17 anni nell'autunno 2010. A pochi mesi dal debutto, è passato al settore giovanile dei Crabs Rimini, disputando due stagioni da Under-19.
La stagione 2012-13 la disputa in Austria tra le file degli Arkadia Traiskirchen Lions, dove chiude con 11,3 punti e 6,2 rimbalzi a partita. Inizia il campionato successivo in Italia, tornando solo temporaneamente ai Crabs Rimini, con la prima squadra impegnata in Divisione Nazionale B ovvero la quarta serie nazionale. Dopo 4 partite trova un ingaggio nella massima serie argentina al Regatas Corrientes. Nel 2014-2015 gioca nell'Atenas de Córdoba, poi l'anno seguente torna a Corrientes, questa volta non al Regatas bensì sponda San Martín. Gioca in Argentina anche nelle annate seguenti, dividendosi tra Obras Sanitarias, Argentino de Junín e Club Comunicaciones.
Nell'agosto 2020 torna in Italia per disputare il campionato di Serie B con la San Giobbe Basket Chiusi, contribuendo al raggiungimento di una storica promozione in Serie A2 con 15,6 punti e 9,3 rimbalzi in regular season e 12,2 punti e 5,6 rimbalzi in undici gare dei play-off.
Nel luglio 2021 firma un contratto con la Gemini Mestre continuando dunque a militare nella stessa categoria, la Serie B. Chiude il primo anno con 17,8 punti e 12,2 rimbalzi di media mentre la squadra, quarta in regular season, esce ai quarti di finale play-off. Nel 2022-23 invece registra medie pari a 12,7 punti e 8,8 rimbalzi, con i biancorossi che arrivano fino alle finali play-off perse contro Orzinuovi.

### Nazionale
Dopo aver fatto parte di alcune nazionali argentine giovanili, ha debuttato con la selezione maggiore impegnata ai FIBA Americas Championship 2013 dove ha vinto la medaglia di bronzo.